# 満生充
満生 充（まんしょう みつる、1989年4月16日 - ）は、大阪府出身の元サッカー選手。ポジションはフォワード、ディフェンダー。

## 来歴
中学時代は京都パープルサンガ（現：京都サンガF.C.）のJrユースに所属し、同期に中村太亮、一学年上には三戸雄志、金沢亮らがいた。
その後ユースに進まず、大阪桐蔭高校に進学。2007年に全国大会に出場し、同高出身の初のJリーグ選手となった。なお、同級生にはプロ野球選手の中田翔がいる。
2008年に水戸ホーリーホックに入団。サテライトリーグのFC東京戦でハットトリックを記録。トップチームでも7試合に出場した。
2009年3月、左第5中足骨疲労骨折を起こし全治3か月と診断され、結局このシーズン公式戦出場なしに終わる。オフに水戸を退団し、大阪産業大学に進学することが発表された。大学時代はフォワードだけでなくサイドバックでもプレーした。
2014年、藤枝MYFCへ入団。2016年シーズンを最後に現役を引退した。

## 所属クラブ
- ウエルネス少年サッカークラブ
- 京都パープルサンガジュニアユース
- 大阪桐蔭高校
- 2008年 - 2009年  水戸ホーリーホック
- 2010年 - 2013年 大阪産業大学
- 2014年 - 2016年  藤枝MYFC

## 個人成績
| 国内大会個人成績 | 国内大会個人成績 | 国内大会個人成績 | 国内大会個人成績 | 国内大会個人成績 | 国内大会個人成績 | 国内大会個人成績 | 国内大会個人成績 | 国内大会個人成績 | 国内大会個人成績 | 国内大会個人成績 | 国内大会個人成績 |
| 年度             | クラブ           | 背番号           | リーグ           | リーグ戦         | リーグ戦         | リーグ杯         | リーグ杯         | オープン杯       | オープン杯       | 期間通算         | 期間通算         |
| 年度             | クラブ           | 背番号           | リーグ           | 出場             | 得点             | 出場             | 得点             | 出場             | 得点             | 出場             | 得点             |
| 日本             | 日本             | 日本             | 日本             | リーグ戦         | リーグ戦         | リーグ杯         | リーグ杯         | 天皇杯           | 天皇杯           | 期間通算         | 期間通算         |
| ---------------- | ---------------- | ---------------- | ---------------- | ---------------- | ---------------- | ---------------- | ---------------- | ---------------- | ---------------- | ---------------- | ---------------- |
| 2008             | 水戸             | 10               | J2               | 7                | 0                | -                | -                | 0                | 0                | 7                | 0                |
| 2009             | 水戸             | 10               | J2               | 0                | 0                | -                | -                | 0                | 0                | 0                | 0                |
| 2014             | 藤枝             | 15               | J3               | 20               | 1                | -                | -                | 2                | 0                | 22               | 1                |
| 2015             | 藤枝             | 5                | J3               | 25               | 3                | -                | -                | 3                | 0                | 28               | 3                |
| 2016             | 藤枝             | 4                | J3               | 1                | 0                | -                | -                | 0                | 0                | 1                | 0                |
| 通算             | 日本             | 日本             | J2               | 7                | 0                | -                | -                | 0                | 0                | 7                | 0                |
| 通算             | 日本             | 日本             | J3               | 46               | 3                | -                | -                | 5                | 0                | 51               | 3                |
| 総通算           | 総通算           | 総通算           | 総通算           | 53               | 3                | -                | -                | 5                | 0                | 58               | 3                |

- Jリーグ初出場 - 2008年4月26日 J2リーグ第9節 ベガルタ仙台戦 (ユアスタ)
- Jリーグ初得点 - 2014年8月10日J3リーグ第21節 ブラウブリッツ秋田戦 (秋田球)